# Ulota splendida
Ulota splendida är en bladmossart som beskrevs av Edwin Bunting Bartram 1942. Ulota splendida ingår i släktet ulotor, och familjen Orthotrichaceae. Inga underarter finns listade i Catalogue of Life.